# Cemil Topuzlu

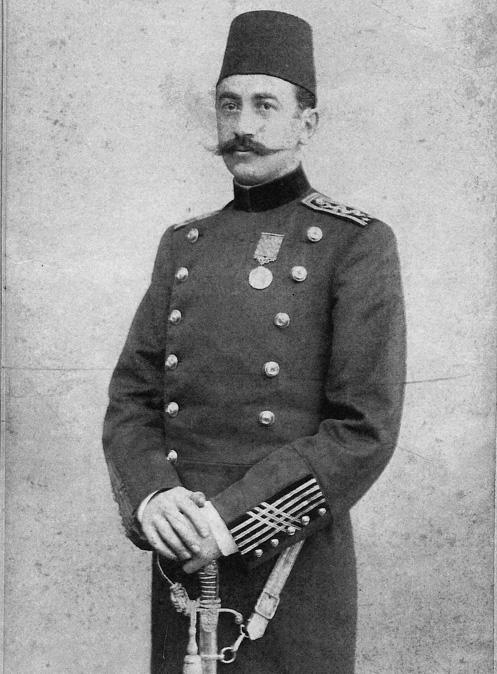
Cemil Topuzlu, um 1900

Cemil Topuzlu, auch Cemil Pascha (* 18. März 1866 in Üsküdar; † 25. Januar 1958), gilt als Mitbegründer der modernen türkischen Chirurgie und war der erste in Westeuropa ausgebildete türkische Chirurg. Zudem war er Leibarzt der Herrscherfamilie der Osmanen und in der Zeit um den Ersten Weltkrieg mehrfach Bürgermeister von Istanbul. Einzig auf seine Initiative geht der Gülhane-Park zurück. Zudem gründete er das Konservatorium Darülbedayi, das bis heute als metropolitanes Theater besteht.

## Mediziner

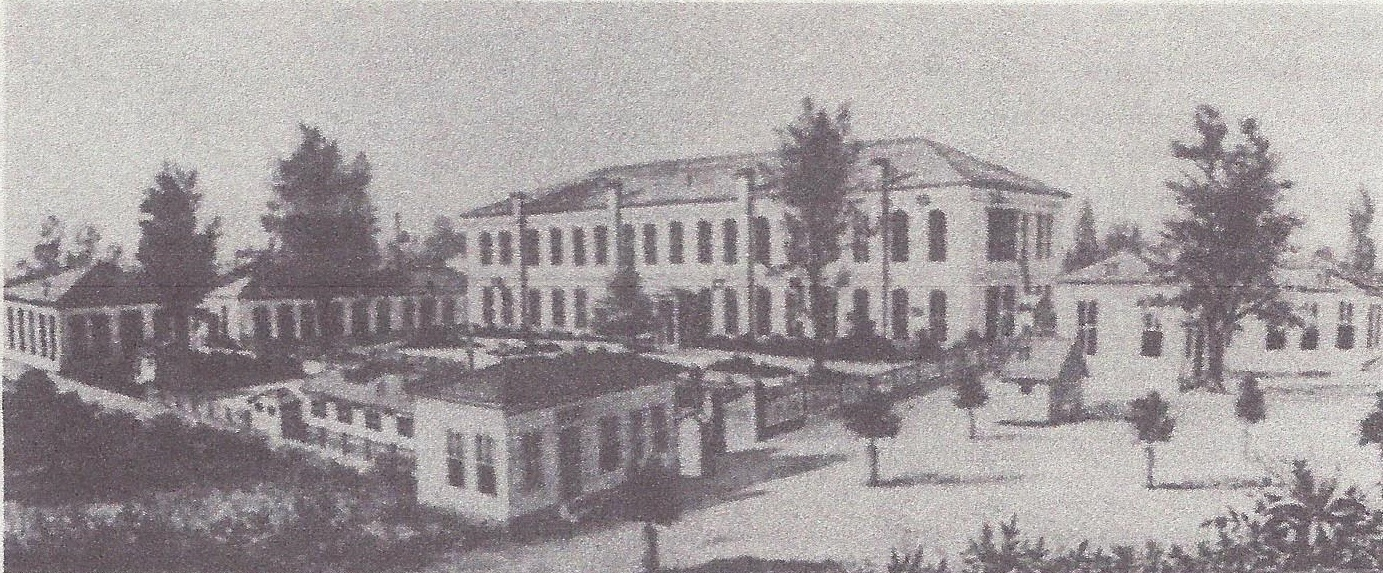
Militärmedizinische Akademie Gülhane, 1898

Cemil Topuzlu wurde in Üsküdar geboren und studierte bis 1886 Medizin, arbeitete dann drei Jahre lang als Assistent bei dem französischen Arzt Jules-Émile Péan und entwickelte sich zum Herzspezialisten. Ab 1890 arbeitete Professor Topuzlu an der Schule für Militärmedizin, wo er westeuropäische Standards einführte. 1909 wurden die Schulen für Militär- und für Zivilmedizin in der Medizinischen Fakultät der Osmanischen Akademie der Wissenschaften zusammengeführt. Topuzlu heiratete Aliye Hanım (1862–1936), die Tochter des Scheichulislams Cemaleddin Efendi.  Schließlich wurde er Leibarzt der osmanischen Herrscherfamilie. Er war vom 18. August 1912 bis zum 7. November 1914 erstmals Bürgermeister, dann vom 28. August bis zum 15. Dezember 1918 und ein drittes Mal vom 5. Mai 1919 bis zum 28. Februar 1920. Noch lange blieb er Berater der städtischen Planungsämter.

## Bürgermeister von Istanbul
1912 erhielt Topuzlu vom Großwesir (sadrazam) Ahmed Muhtar Pascha das Angebot, das Amt des Bürgermeisters von Istanbul zu übernehmen. Auslöser für diese Entscheidung soll der Besuch von Topuzlus Haus und von dessen Garten gewesen sein, der auf ihn einen europäischen Eindruck machte, weshalb er ihm den Aufbau Istanbuls zutraute. Bei seiner ersten Fahrt durch die Stadt sei dem neuen Bürgermeister aufgefallen, dass die gewundenen, nicht asphaltierten Straßen keine Bürgersteige hatten und in sehr schlechtem Zustand waren. Gepflastert waren nur die Straßen, in denen Straßenbahnen verkehrten. Es fehlten Theater und Schauspieler, aber auch türkisch-muslimische Bedienungen in den Restaurants, da diese Tätigkeiten allesamt als unmoralisch galten. Cemil Topuzlu hingegen blickte nach Europa, dessen „Ordnung und Sauberkeit wir bewundern“.
Schon zu Beginn seiner Amtszeit kamen Flüchtlinge vor dem Balkankrieg im Oktober 1912 nach Istanbul, von denen viele nach Anatolien weitergeschickt wurden. Dennoch, so schrieb Topuzlu, verblieben ständig 40.000 bis 50.000 zerlumpte und kranke Menschen in der Stadt.
Als Arzt verfolgte er die Durchsetzung von Hygienevorschriften, wie etwa beim Bäckergewerbe. Den Bäckern wurde verboten, den Teig mit den Füßen zu kneten. Nach dem Vorbild von Bukarest wurde die Müllabfuhr umstrukturiert. Zwanzig italienische Straßenbaumeister und -arbeiter sorgten für Kopfsteinpflasterung in Istanbul, Üsküdar und Kadıköy. Auf Erker ließ er eine Sonderabgabe erheben, da seiner Ansicht nach diese Auskragungen die Straßen zu sehr verengten. Der französische Gartenbaumeister Deruvan ließ den Gülhane-Park anlegen, denn der Bürgermeister sah in öffentlichen Gärten ein Mittel, die Volksgesundheit zu verbessern. Auch entstand in Üsküdar ein Park am Dogancilar-Platz sowie in Fatih. Dabei ließ er freitags und samstags Militärkapellen für musikalische Unterhaltung sorgen, aber auch Sandkästen für die Kinder entstanden und Puppentheater wurden aufgeführt. Allein für den Gülhane-Park wurden 20.000 Pflanzenarten aus Frankreich beschafft, insgesamt flossen 6000 Goldmünzen in die Parks. Zudem ließ er Bäche in der Stadt kanalisieren (Kasımpaşa, Tatavla, Yenibahce). Erst während des Ersten Weltkrieges gelang es jedoch, Generalkarten zu zeichnen, in denen die zukünftige Gestalt der Stadt eingezeichnet wurde. Eine deutsche Firma entwickelte diese als „deutsche Blaue“ bezeichneten Karten im Maßstab 1:500, 1:1000 und 1: 2000, die später als Grundlage für Katasterpläne dienten.
Da zwischen 1908 und 1917 79 größere Brände registriert wurden, bei denen 25.000 Gebäude zerstört worden sein sollen, hatte für den Bürgermeister die Beseitigung der verbrannten Flächen und der Brandschutz hohe Priorität. Der leitende Ingenieur der Stadt Lyon führte vor dem Krieg drei Jahre lang das Technische Amt Istanbuls. Die Brandgebiete Circir, Sultanahmet und Aksaray wurden planiert. Dort entstanden Bürgersteige und Kanalisationen. Kredite der französischen Perrier-Bank ermöglichten die Finanzierung dieser Großprojekte. Das Gebiet zwischen Sultan-Ahmed-Moschee und Hagia Sophia, das nach einem Stadtbrand enteignet worden war, sollte nach dem Vorbild des Place de la Concorde in Paris neugestaltet werden. Allerdings warf die Kommission für den Schutz der Altertümer dem Bürgermeister vor, dort auch einen alten Hamam abgerissen zu haben und insgesamt zu wenig Rücksicht auf die historischen Bauwerke zu nehmen. Mehr als ein Indiz, dass überhaupt ein Bewusstsein für die Schutzwürdigkeit im Entstehen begriffen war, ist dies jedoch nicht, denn die Kommission blieb weitgehend ohne Einfluss. Auch kursierten Gerüchte, nach denen die Stadtregierung selbst Brände legen ließ, um die betroffenen Gebieten „sanieren“ zu können. Topuzlu selbst hatte sich anlässlich des Brandes nahe der Hagia Sophia zwar „gefreut“, doch liegt die Ursache dieser Gerüchte wohl eher darin, dass nur in Gebieten, die von einem Feuer verwüstet worden waren, großflächige Maßnahmen durchführbar blieben.
Topuzlu besuchte die Kanalisationen von Paris, doch fürchtete er bei einem solchen für die Bevölkerung unangenehmen Projekt in Istanbul, den Rückhalt bei der Bevölkerung und dadurch beim Sultan zu verlieren, so dass er es vorzog, erst einmal den Istanbulern durch Parks Freude zu bereiten. Topuzlus Vorgänger Tevfik Bey hatte wegen eines Kanalisationsprojekts sein Amt eingebüßt. Beim Gülhane-Park wurde Topuzlu von Talât Pascha und von Cemal Pascha, zwei der drei „Triumvirn“ der jungtürkischen Periode, beim Sultan unterstützt, der den Park schließlich genehmigte. Enver Pascha forderte den Bürgermeister allerdings auf, Frauen den Besuch dieser Parks zu untersagen. Als Kompromiss wurden bestimmte Tage festgelegt, an denen nur Frauen Zutritt haben sollten.
Topuzlus Initiative für ein kommunales Schlachthaus führte zwar zur Einreichung von sechs Wettbewerbern, von denen ein französisches Unternehmen den Sieg davontrug, doch widerstrebte das Projekt der Provinzverwaltung, so dass es aufgeschoben wurde. Der Erste Weltkrieg führte zu weiteren Verzögerungen, so dass das Projekt erst am 27. November 1919 durch Vedat Tek begonnen und am 12. Juli das Karaagac-Schlachthaus seinen Betrieb aufnehmen konnte.
Bis heute besteht das von Cemil Topuzlu am 27. Juli 1914 unter seinem ersten Direktor Muhsin Ertuğrul gegründete Istanbuler Metropolitantheater Darülbedayi, zu dem 2009 sieben Theater und acht Bühnen zählten.

## Ab Gründung der Republik
In der Zeit der Republik, als Ankara als geplante Stadt Vorbild für viele Stadtumbauten wurde, postulierte Topuzlu für Istanbul, dass diese Stadt, abgesehen von den historischen Monumenten, vollständig abgerissen und schrittweise wieder aufgebaut werden müsse. Der bekannte Dichter Yahya Kemal hingegen antwortete auf die Frage, was er an Ankara liebe: „Die Rückkehr nach Istanbul“. Topuzlu hoffte noch 1937, dass Atatürk sich Istanbul zuwenden würde, um daraus die modernste Stadt der Welt zu machen. 1948 war Topuzlu Ratgeber im Stadtrat. Er forderte, den Masterplan des Franzosen Henri Prost, der den Stadtplanungen seit langem zugrunde gelegt werden sollte, jedoch kaum eine Umsetzung fand, durch eine internationale Gruppe von Gestaltern und Wirtschaftsfachleuten zu revidieren.
Heute erinnert der Cemil-Topuzlu-Park im Kurucesme-Bezirk von Beşiktaş an den Bürgermeister, ebenso wie ein Freilichttheater, das Cemil Topuzlu Harbiye Açık Hava Tiyatrosu in Şişli. In Kadıköy wurde die Cemil Topuzlu Caddesi, eine Hauptverkehrsstraße, nach ihm benannt.

## Memoiren
- Yarınki Istanbul, Istanbul 1937 (türkisch).